# Gregorio Aglipay

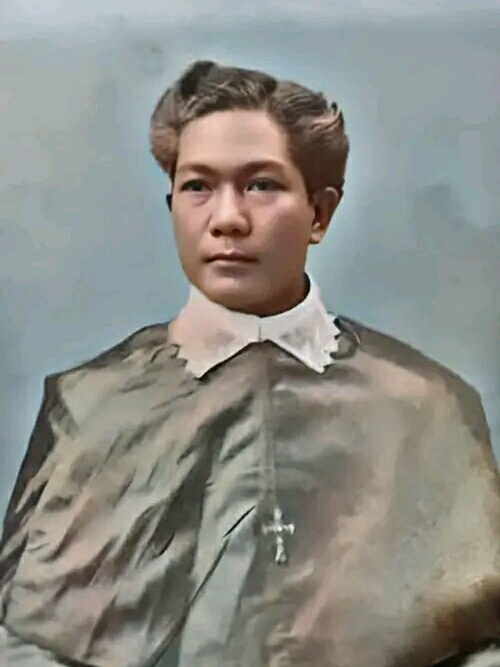
Gregorio Aglipay

Gregorio Labayan Aglipay (Batac, 5 mei 1860 - 1 september 1940) was de oprichter van de Filipijnse Philippine Independent Church (beter bekend als de Aglipayan Church) en revolutionair tijdens de Filipijnse revolutie en een guerrillaleider tijdens de Filipijns-Amerikaanse Oorlog.

## Biografie
Aglipay werd geboren op 5 mei 1860 in Batac in de noordelijke Filipijnse provincie Ilocos Norte. Hij groeide op als wees in de tabaksvelden tijdens de laatste tientallen jaren van de Spaanse overheersing van het land. Tijdens deze periode deed hij zijn diepgewortelde haat tegen de Spanjaarden op.
Op zijn veertiende werd Aglipay gearresteerd, omdat hij zijn quotum voor tabak niet gehaald had. Later verhuisde hij naar Manilla, waar hij rechten ging studeren aan de Colegio de San Juan de Letran en de University of Santo Tomas. Na het behalen van zijn diploma, trok hij in 1883 in een klooster in Ilocos Sur waar hij zeven jaar later tot rooms-katholiek priester werd gewijd. In de jaren erna was hij assistent-priester in diverse kerkgemeenten op Luzon.
Toen in 1896 de Filipijnse revolutie uitbrak werd Aglipay in 1888 door Emilio Aguinaldo benoemd tot militair priester. Als gevolg hiervan werd hij officieel in de ban gedaan door het Vaticaan en de rooms-katholieke autoriteiten. Hij riep de Filipijnse geestelijken op op zich te verenigen tegen Spanje en in 1899 werd hij door de kerk aangeklaagd voor rebellie. Hij sneed vervolgens de banden met het Vaticaan definitief door door de Iglesia Filipina Independiente, de Philippine Independent Church op te richten. Hij werd binnen deze nieuwe kerk benoemd tot bisschop.
In 1898 werd in Malolos City in de provincie Bulacan het eerste congres van deze nieuwe Filipijnse kerk gehouden. Aglipay was de representant van Ilocos Norte tijdens dit eerste congres. Na de machtsovername door de Amerikanen begon de Filipijns-Amerikaanse Oorlog en werd Aglipay een guerrillaleider in de Ilocos Region. Hij gaf zich in 1901 over in Laoag toen de Amerikanen de oorlog officieel als beëindigd verklaarde.
De Philippine Independent Church werd officieel opgericht in 1902 en de volgende dertig jaar legde Aglipay zich toe op het bewerkstelligen van Filipijnse onafhankelijkheid via politieke weg. In 1935 stelde hij zich verkiesbaar als presidentskandidaat, maar verloor hij de verkiezingen van Manuel Quezon. Hij trouwde in 1939 en overleed het jaar daarop op 1 september 1940.
- Gemeinsame Normdatei: 129556165
- International Standard Name Identifier: 0000 0000 6134 7906
- Library of Congress Control Number: n80120763
- Nationale Bibliotheek van Israël: 987007277002405171
- Nederlandse Thesaurus van Auteursnamen: 119678624
- Trove: 1505920
- Virtual International Authority File: 8468325
- WorldCat: E39PBJp9rVXvRCQJy6PdpMT8md